# Швеция на зимних Олимпийских играх 2002
Результаты выступления сборной команды Швеции на зимних Олимпийских играх 2002 года, проходивших в Солт-Лэйк-Сити, США. Честь страны защищали сто два спортсмена, принимавшие участие в десяти видах спорта. В итоге сборная удостоилась семи комплектов наград и в общекомандном зачёте заняла девятнадцатое место.

## Медалисты

### Серебро
- Аня Пэрсон — горнолыжный спорт, гигантский слалом.
- Рихард Рихардссон — сноубординг, параллельный гигантский слалом.

### Бронза
- Аня Пэрсон — горнолыжный спорт, слалом.
- Магдалена Форсберг — биатлон, спринт 7,5 км.
- Магдалена Форсберг — биатлон, индивидуальная гонка 15 км.
- Пер Элофссон — лыжные гонки, преследование 10 + 10 км.
- Женская сборная Швеции по хоккею с шайбой — хоккей.